# San José (distrito de Pacasmayo)
San José é um distrito do Peru, departamento de La Libertad, localizada na província de Pacasmayo.

## Transporte
O distrito de San José é servido pela seguinte rodovia:
- PE-1NG, que liga o distrito à cidade de San Pedro de Lloc [1][2][3]